# MySQLi
MySQLi (MySQL Improved) — розширення драйвера реляційної бази даних, який використовується в мові програмування PHP. Дане розширення було розроблено, щоб дати можливість програмістам в повній мірі скористатися функціоналом MySQL сервера версій 4.1.3 і вище. Розширення mysqli входить в поставку PHP версій 5 і вище.

## Переваги MySQLi в порівнянні з MySQL
MySQLi має ряд переваг і удосконалень в порівнянні з mysql, які полягають у наступному:
- Об'єктно-орієнтований інтерфейс
- Підтримка запитів, попередньо підготовлених
- Підтримка мульти-запитів
- Підтримка транзакцій
- Поліпшені можливості налагодження
- Підтримка вбудованого сервера

Розробники PHP рекомендують при роботі з MySQL версій 4.1.3 і вище використовувати саме це розширення.
Нарівні з об'єктно-орієнтованим, розширення надає і процедурний інтерфейс.